# Ronald D. Moore
Ronald "Ron" Dowl Moore, född 5 juli 1964 i Chowchilla, Kalifornien, amerikansk TV-producent och manusförfattare. Han är mest känd för sitt arbete med Star Trek och nyinspelade TV-serien Battlestar Galactica, för vilken han vann en Peabody Award. Därutöver har han nominerats för tre Emmy Awards, varav han vann en; nominerats för fem Hugo Awards, varav han vann två; samt vunnit en Streamy Award. Samtliga utmärkelser har varit för Star Trek- eller Battlestar Galactica-produktioner.

## Filmografi (urval)

### Som författare
- 1991-1994 - Star Trek: The Next Generation (manus och produktion i TV-serie), 27 avsnitt
- 1994 – Star Trek Generations (manus)
- 1996 – Star Trek: First Contact (manus)
- 1997-1999 - Star Trek: Deep Space Nine (manus och produktion i TV-serie), 30 avsnitt
- 1999 - Star Trek: Voyager (manus och produktion i TV-serie), 2 avsnitt
- 1999-2002 - Roswell (manus och produktion i TV-serie), 10 avsnitt
- 2000 – Mission: Impossible 2 (manus)
- 2003-2005 - Carnivàle (manus och produktion i TV-serie), 3 avsnitt
- 1999 - Battlestar Galactica (TV-miniserie) (2003) (manus och produktion i TV-serie)
- 2004-2009 - Battlestar Galactica (manus och produktion i TV-serie), 73 avsnitt